# Joan de Castellnou
 Joan de Castelnou o Castellnou o Castelnau (fl. 1341–1355) fou un trobador d'origen occità actiu a la Corona d'Aragó i relacionat amb el Consistori del Gai Saber de Tolosa. Les darreres recerques l'han identificat amb un mestre de capella de la cort de Pere III el Cerimoniós i Elionor de Sicília (Martí 2007).

## Obra
Se n'han conservat cinc o sis cansos, tres vers, una dansa, un conselh i un sirventès, tots transmesos exclusivament pel cançoner Gil (Sg).
També va escriure una preceptiva literària titulada Compendis de la conexensa dels vicis ques podon esdevenir en los dictats del Gay Saber i també, cap a 1341, un comentari crític (que es coneix com a Glossari) al Doctrinal escrit per Raimon de Cornet el 1324.
El Compendis és el darrer tractat gramatical occità medieval escrit amb la intenció de conservar la forma literària de la llengua.
També s'ha suggerit que Castellnou podria ser l'autor de la versió versificada de les Leys d'amors, és a dir les Flors del gay saber, però no hi ha un acord unànime sobre aquest darrer aspecte. La datació de les Flors és controvertida: Boase la situa entre el 1328 i el 1337, mentre Jeanroy la col·loca en una data posterior, el 1355. Probablement va ésser comissionada pel Consistori com a compendi de coneixença gramàtica per un ample públic i per a "revelar" l'art secreta de la poesia.

### Composicions

#### Compendi
- Aquest es lo Compendis de la conexensa dels vicis ques podon esdevenir en los dictats del Gay Saber

#### Cansos
- Dieus! E com soy alegres e joyos
- Pus midons val tant, si Deus m'enantischa
- Es co·l soleyls, per son cors acomplir
- Tan soi leyals envas però bel' aymia
- Valor ses frau, dona, tenetz en car

#### Dansa
- Axi·m te dins el gran briu

#### Sirventès
- Tant es lo mons ples d'amor descorteza

#### Sirventès (vers)
- Qui de complir tot son plazer assaya
- Si com de cauza vedada
- Tot claramen vol e mostra natura

#### Tensó (conseyll)
- Al gay coven vuyl far aquest deman